# 金田朋子
金田 朋子（日语：／ Kaneda Tomoko，1973年5月29日—），日本女性聲優。隸屬於Across Entertainment。

## 生平
出生於神奈川縣横濱市。関東学院大学工学部建築学科畢業。別稱朋老師、小朋、支持者則稱她為金朋、小金朋。身高為147.7cm，個子小，聲音、樣貌也非常像小孩子，經常被誤認為未成年人。
以前從青二塾東京校第二部一期生畢業後進入青二Production，2011年4月退出成為自由身。同年8月進入Across Entertainment。
2013年11月22日，宣布與演員森涉結婚。
2015年，榮獲Yahoo! JAPAN檢索大賞該年度聲優部門賞。

## 演出作品
※粗體字表示說明飾演的主要角色。

### 電視動畫
2000年
- 櫻桃小丸子（女孩子）
- Sci-Fi HARRY（塔妮亞、米希亞）
- （ピロル・キッチュ）
- 無敵王（牧之原惠那）
- 虫孽（女孩）

2001年
- 犬夜叉（小孩）
- X（麻美、夏澄火煉〈幼小〉）
- Mistin（阿部有利）
- GEAR戰士電童（作業員C）
- ANGELIC LAYER 天使領域（幼稚園兒B）
- Go! Go! Itsutsugo Land（牡丹）
- 心之圖書館（岡嶋朱葉）
- （古樂獸）
- （奈奈）
- 花右京女侍隊（辛西亞）
- 元氣五胞胎（牡丹）

2002年
- 笑園漫畫大王（美濱千代，並兼任第22話部分的原畫一職）
- 拜託了老師（馬利耶）
- 十二國記（玉葉）
- 天地無用!GXP（福）
- 東京喵喵（本條美和、ヘイチャ）
- 小公主優希（白比露）
- BOM BOM弹珠人太空战士（白寶）
- 魔力女管家（田中佳美）

2003年
- Air Master（乾蓮華）
- 拜託了雙子星（馬利耶）
- 可樂小子（バンキング）
- 麵包超人（ドロロン）
- 偵探学園Q（遠矢邦子）
- 天使怪盜（幼少的丹羽大助）
- 驚爆危機？校園篇（蹦太君）
- 波波羅王國（パーニャ）
- 青檸色之戰奇譚（蒼糸）

2004年
- W ～Wish～（藤枝彩夏）
- 女孩萬歲（蝦）
- Keroro軍曹（拉比）
- 超變身巫女祈鬥士（イン&ヨウ）
- 哆啦A夢(大山羨代版)（女孩子）
- B-傳説 戰鬥彈珠人（燕ツバメ、スリーにゃみーごズC）
- 光與水之女神（アンディ）
- 鼻毛真拳（田楽マン）
- 異域天使（蕾迪西雅）
- MONSTER（ローゼマリー）

2005年
- AIR（志野彩香）
- 天使心（幼少的香瑩）
- おでんくん（Candy）
- 機動新撰組 萌之劍 TV（玄武）
- 櫻桃小丸子（石川えり子）
- はっぴぃセブン～ざ・テレビまんが～（猩猩）
- 寵物小精靈超世代（皮寶寶）
- まじめにふまじめ かいけつゾロリ（モジちゃん）

2006年
- アクビガール（アクビ）
- 鍵姬物語 永久愛莉絲迴旋曲（双子のアリス）
- 神様家族（幼少的露露）
- 嬌蠻之吻（西崎紀子）
- 飛天小女警Z（奇奇）
- 貧窮姊妹物語（山田明日）
- 不可思議星球的雙胞胎公主Gyu!（ピュピュ、ハーブ）
- 企業傭兵（葛麗特）
- ぽかぽか森のラスカル（リン）
- 魔界戰記迪斯凱亞（コガネスキー）
- 魔法美少女（吉川冬乃）
- 聲優白皮書（黄きよか）
- 鍊金三級魔法少女（宇宙人まり&りえ）

2007年
- 校園烏托邦 學美向前衝!（SDキャラ）
- sola（神河繭子）
- Master of Epic The Animation Age（蟲・女 / 五人戰隊中的粉紅 其他）
- ロビーとケロビー（ポットちゃん）
- 瀨戶的花嫁（女將）
- Myself ; Yourself（織部麻緒依）
- Sketchbook ～full color's～（貓咪）
- 魔女獵人（ホアキン）
- 戰争童話集系列 兩個胡桃（健太）
- 爆丸（寧寧）
- BLEACH（妮莉艾露·杜·歐德修凡克）
- 萌單（なーくん、腳本家）
- ゆめだまや奇談（バク）

2008年
- 淘气小亲亲（入江琴美）
- 黑輪君（プッチ、うずら）
- ユメミル、アニメ「onちゃん」（てんこちゃん、ぐち）
- 蠟筆小新（男孩）
- 麵包超人（パインちゃん）
- はたらキッズ マイハム組（ルッコ）
- 破天荒遊戲（子羊）
- 想成為獅子的貓（ビィ）

2009年
- 我們這一家（田中）
- 阿拉德戰記（米涅芭）
- 丸少爺（バタ子、プーちゃん）
- 川之光（奇奇）
- 鬼太郎（第5作）（浪小僧）
- 蠟筆小新（幼稚園兒童A）
- 閃亮雙胞胎（大和胡桃）
- 哆啦A夢(水田山葵版)（妹妹〈幸子〉）
- 香格里拉（水蛭子）
- 旋风管家 第二季（鷺之宮銀華）
- 魔力充電娘（碧次君）
- 鬍子小雞（辣妹小雞）
- ONE PIECE（幼年時期的桑塔索妮雅）

2010年
- 塔麻可吉！（テルリン）
- 決鬥大師Cross Shock（蕾比）
- Heartcatch 光之美少女！（沙漠異形）

2011年
- 這就是殭屍嗎？（妄想的優）
- 美食獵人TORIKO（幼年壁企鵝）
- 哆啦A夢(水田山葵版)（阿碰）
- 火影忍者疾風傳（奈穗）

2012年
- 足球騎士（逢澤驅〈幼少〉）
- 即興動畫研究所（五十鈴）
- 黑魔女學園（宮瀨小夜子）
- 織田信奈的野望（蜂須賀五右衛門）
- 哆啦A夢(水田山葵版)（千佳）
- 咬屁股蟲（咬屁股蟲18世）
- 光明之心 ～幸福的麵包～（索爾貝）
- 白熊咖啡廳（穴熊女孩）

2013年
- 絕對防衛利維坦（旁白、海奎特）
- 召喚惡魔第二季（薩格納塔斯）
- HUNTER X HUNTER（波克林／討債魔）
- 魯邦三世 微風公主 ～隱藏的空中都市～（拉姆[6]）

2014年
- 激戰奧雷卡（ケロゴン[7]）
- 宇宙浪子（033H）

2015年
- 蠟筆小新（鸚鵡）
- 寶石寵物 魔法變身（卑弥呼）
- 我老婆是學生會長！（若菜美里）
- 魔導少年第二季（毛毛怪）

2016年
- 魔法護士小麥R（呵欠怪人）
- 為美好的世界獻上祝福！（高麗菜們）
- 龍族拼圖X（玉藏／？？？）
- 我老婆是學生會長！+！（若菜美里）

2017年
- 龍族拼圖X（前代玉藏）
- 動物朋友（朱鷺[8]）
- 奇諾之旅 -the Beautiful World- the Animated Series（羊C）

2018年
- POP TEAM EPIC（POP子〈第5話A段〉）
- 邪神與廚二病少女（曼德拉草）
- 從漫畫了解！Fate/Grand Order（主人公（男/女））

2019年
- 粉彩回憶（喬比）
- 不愉快的妖怪庵 續（凱西[9]）
- 動物朋友2（朱鷺）

2020年
- 成群結伴！西頓學園（冰下猛）
- 超異域公主連結 Re:Dive（噗起子）

2021年
- 盡量加油吧！魔法少女胡桃（戴比倫的媽媽）

2022年
- 4個人各自有著自己的秘密（口罩熊[10]、項鍊被鉤住的女性、宇宙怪獸起司、口罩熊〈女子〉、阿福、胞子）
- BLEACH 千年血戰篇（妮莉艾露·杜·歐德修凡克）

2023年
- 魔術士歐菲流浪之旅 聖域篇（銀月公主[11]）

2024年
- BLEACH 千年血戰篇（妮莉艾露·杜·歐德修凡克）
- 秒殺外掛太強了，異世界的傢伙們根本就不是對手。（壇之浦彭彭[12]）
- （デー子[13]）

### OVA
2000年
- 傳心 守護月天！（長沙、小孩）

2001年
- 花右京女侍隊（辛西亞、葛雷絲）

2002年
- 蟲孽 THE WARRIOR（結音）

2003年
- 拜託了老師 Reminiscence Disc（馬利耶）
- 機動新撰組 萌之劍（玄武）
- 天地無用！魎皇鬼 第三期（福）

2004年
- Re: 甜心戰士（高橋真弓[14]）
- 夢幻騎士～新的傳說（使魔D-LM型蕾米）
- 青檸色之戰奇譚 南國夢浪漫（蒼糸）

2005年
- 閃耀計劃（林克）
- 數碼果汁 table & fishman（Mini Prince）

2006年
- タイガードラマ（小孩）

2007年
- 與哆啦A夢一起玩耍（園兒）

2008年
- 瀨戶的花嫁（猿飛悟）
- 星之海的愛瑪麗（うかたん（♀）[15]）
- （可羅）

2009年
- 魔法老師〜另一個世界〜（電子精靈A）

2010年
- ONE PIECE FILM STRONG WORLD EPISODE:0（波雅·桑塔索妮雅〈幼少期〉）

### 電影動畫
2001年
- 冒險者們的戰鬥（古樂獸）
- 笑園漫畫大王THE MOVIE（美濱千代）
- BLUE REMAINS（アマミク（小時））

2002年
- 暴走的數碼列車（古樂獸）

2006年
- 銀髮阿基德（ゼールイ）
- 超劇場版Keroro軍曹（拉比）
- 數碼寶貝拯救隊3D 數碼世界危機一發！（拉比）

2007年
- Genius Party「夢見るキカイ」（火之子、嬰兒）
- 老鼠物語～喬治和傑拉德的冒險（ビント）

2008年
- 蠟筆小新：風起雲湧的金矛勇者（金金）
- 麵包超人：妖精琳琳的秘密（嬰兒超人）
- 超劇場版 Keroro軍曹 3 Keroro VS Keroro 天空大決戰（拉比）

2010年
- 劇場版 Heartcatch 光之美少女！超級時尚秀在花之都...真的嗎！？（沙漠異形）
- 麵包超人：奔跑吧！興奮不已的麵包超人大賽（嬰兒超人）

2011年
- 光之美少女 All Stars DX3 傳達到未來！連結世界☆彩虹之花！（沙漠異形）

2012年
- 勿忘蛛（娘蜘蛛）

2014年
- 帕羅的未來島（日语：パロルのみらい島）（安）
- 皮卡丘，這是什麼鑰匙？（基拉祈）

2015年
- 電影 Go！Princess 光之美少女 Go！Go！！豪華三部曲！！！（小普）

2017年
- DC超級英雄vs鷹之爪（曼德拉草）

2024年
- 蠟筆小新：我們的恐龍日記（ヨウ[16]）

### 網路動畫
2023年
- 伊藤潤二狂熱：日本恐怖故事（引摺美沙子[17]）

2024年
- 與聲優夜遊 ANIMATION[18]

### 遊戲
2001年
- 遊戲數碼寶貝馴獸師之王 對戰進化（古樂獸）

2002年
- 美少女雀士R（長谷まろん、マロリン）
- 笑園漫畫大王（美濱千代）
- 封神演義2（花鈴）
- 轟炸超人（白寶）
- Milky Season（宇佐美結音）

2003年
- 笑園漫畫大王Advance（美濱千代）
- いくねこ（あさひなりん）
- Gacharoku 2〜這次要環遊世界一周！！〜（カエルメス）
- 夢幻騎士IV（使魔D-LM型）
- 白詰草話 -Episode of the Clovers-（沙友）
- SNOW（若生櫻花）
- 夢幻TV 世界格鬥（轟炸超人）
- 夏夢夜話（青海綾香）
- 魔力女管家☆冒險（田中佳美）

2004年
- ネットでボンバーマン（ボンバーマン）
- 可樂小子！解除金幣王的危機（金幣王）
- Simple系列  THE 攝影師（森園雛乃）
- W ～Wish～（藤枝彩夏）
- D→A:WHITE（セリア・アーレンクライン）
- 爆裂鼻毛真拳 爆鬥恥毛大戰（田樂マン）
- 波波羅克洛伊斯物語～月之戒律的冒險（帕妮亞）

2005年
- Castle Fantasia 艾倫希亞戰記 Plus Stories（瑪莉·楊）
- KERORO軍曹 大混戰 Z（拉比）
- 新光明與黑暗（チキティータ）
- 天外魔境III NAMIDA（トンカラリン）
- 鼻毛真拳 脫離!!恥毛皇室（田樂マン）

2007年
- KERORO軍曹 演習だヨ!全員集合パート2（拉比）
- 精靈協奏曲 Refrain（菊宮舞衣）
- BLEACH 死神～炙熱之魂4～（妮露·杜）
- Myself ; Yourself（織部麻緒衣）
- 海洋☆海洋 南島箱魨與珊瑚礁的同伴（南島箱魨）

2008年
- 風之少年～通往幻夢界之門～（卡拉爾、Soldier）※Wii版
- 勇者傳說Online（パンパース博士）
- StreetGears（提比）
- 光明之心（葛蘭達姆）
- BLEACH 死神～聖戰對決～（妮莉艾露·杜·歐德修凡克）
- BLEACH 死神～炙熱之魂5～（妮露·杜 / 妮莉艾露·杜·歐德修凡克）
- 路尼亞戰記（黛西）

2009年
- 召喚夜響曲X ～淚光寶冠～（姆姆）
- BLEACH 死神～炙熱之魂6～（妮露·杜 / 妮莉艾露·杜·歐德修凡克）
- Myself ; Yourself 各自的finale（織部麻緒衣）

2010年
- Another Century's Episode:R（蹦太君）
- Angelic Crest（芙蘿拉）
- CR花札物語（堇）
- 光明之心（索爾貝）
- 武装神姬 BATTLE MASTERS（蓮華）
- MARIO SPORTS MIX

2011年
- 魅影破壞者（菲恩）

2012年
- 鬼武者Soul（伊達愛、德川千、立花立花誾千代）
- 幻想水滸傳 交織的百年之時（ムーイー）
- 美食獵人TORIKO 美食求生戰！2（小孩ウォールペンギン）
- 符文工廠4（女兒[19]）

2013年
- 青春姬 SCHOOL PRINCESS（花畑美佐緒）
- 心靈傳奇R（葛蘭達姆）
- 美食獵人TORIKO 超美食大戰！（結音）
- 魅影破壞者EXTRA（菲恩[20]）
- 嫁Colle（蜂須賀五右衛門）

2014年
- 我家公主最可愛（黑迷姬 愛麗絲·修瓦茲）
- 鬼武者Soul Card Rush
- 幻獸姬（可魯貝洛斯）
- 巴哈姆特之怒（ベビーフェルパー）
- 第3次超級機器人大戰Z 時獄篇 / 天獄篇（蹦太君）
- ToHeart 心動派對（花澤玲亞）
- 82H Blossom（粕谷美羽[21]）

2015年
- 諸神黃昏學園（スターコック[22]）
- 魔法少女（暫定）（鬼集院菊千代[23]）
- Maiden Craft（鬼集院菊千代）
- 白貓Project（章魚邪神·歐克托巴[24]）
- 夢幻之星 Online 2es（摩亞）

2016年
- 闇影詩章（ベビーフェルパー[25]、熟練的調教師[25]）
- 骷髏少女 2nd Encore（ピーコック[26]）
- 為了誰的錬金術師（神樂）
- BLEACH Brave Souls（妮露·杜）

2017年
- 王國之心 HD II.8 Final Chapter Prologue（奇利喜）
- 超級機器人大戰V（蹦太君）

2018年
- 驚爆危機 戰鬥的Who Dares Wins（蹦太君）
- 勇者戰機少女世界啊，宇宙啊，刮目相看吧！！終極RPG宣言！！（出田絲拉拉）

2019年
- 王國之心III（奇利喜）
- 動物朋友3（朱䴉）

2020年
- 轟炸少女（小白子）

2022年
- 原神（多莉）

2024年
- 勝利女神：妮姬（鐘鳴）

### 外語配音

#### 電影
- 小鬼當家5（英语：Home Alone: The Holiday Heist）（梅森〈彼得·達庫恩哈（英语：Peter DaCunha）〉）
- 我是山姆（露西·戴蒙德·道森〈達科塔·芬妮〉）※影碟版。

### 音樂CD
- 笑園漫畫大王OST （美浜千代）
- 戀愛的美式足球 （DROPS）
- 被下的心情Rock'n'Roll （DROPS）
- CAN DROPS （DROPS）
- 睡公主 （DROPS[金田朋子]）
- ムスメゴコロ★オトメゴコロ／スポーツしましょ♥ （SD☆Children）

### 廣播劇CD
- 玩伴貓耳娘1（露洛絲）
- 阿倍野橋廣播劇☆商店街 一丁目（夕比奈にっける）
- 1年777組（小原小不點）
- 和妹妹一起睡CD（春菜[27]）
- W ～Wish～（藤枝彩夏）
- AIR 第1、8卷（志野彩香）
- MC☆Axis 廣播劇CD「美少女兵器 F-X是我的新娘!」（F-35A雷霆）
- 織田信奈的野望（蜂須賀五右衛門）
- 姐姐3次方（デビル）
- CARAT!光之魔法國（悠妮）
- キャラメル! ポリスアカデミー 其之1－2（フクラマシノフ・ガムノスフキー所長）
- Keroro軍曹 CD第2卷（拉比）
- 死神的歌謠EP（ルーシィ、赫い眼のうさぎ、クロエ・ヴレヴァル、チアフルチャーマークロエ）
- 修羅場戀人！（大船朋）
- 白雪愛麗絲（ネムリネズミ）
- SNOW 第1－2卷（若生櫻花）
- 劍之世界 廣播劇CD（チビーナ）
- （小孩）
- 戰鬥 學生會！！ Vol.1－2（新見霞）
- 時間暫時停止（トト）
- 學生奶爸情人系列（小比企壽衣留）
  - 學生奶爸情人 蜜月篇
  - 學生奶爸情人 飢餓篇
  - 學生奶爸情人 波留日篇
  - 學生奶爸情人 波留日的男友篇
- 東京☆純愛奇緣 （白坊主）
- NEEDLESS（未央）
- 睡不著CD系列 Vol.4「ヤンデレの女の子に死ぬほど愛されて眠れないCDぎゃーーーっ！」（奈奈）
- 襲來！美少女邪神 廣播劇CD（シャンタッ君）
- 學園快樂七福神 1、2（猩猩）
- 花右京女侍隊 La Verite 廣播劇CD 早上篇、中午篇（辛西亞、葛雷絲）
- 嬉皮笑園 Second Season Vol.3（藤宮圓）
- 遙久時空 與八葉みさ的異聞 貳〜讓葉之卷〜（小孩）
- 廣播劇CD P.S.3桑（ふぁみこん奶奶）
- 機器GIRL Vol.1・2（莎莉1號）
- FOOKIES E1（德川安姬）
- Prologue of sola（神河繭子）
- 妹妹戀人 1、2（幼年的郁）
- xxxHOLiC 原創廣播劇CD「シミヌキ」（小百合〈女孩子〉）※漫畫13卷初回限定版特典
- 廣播劇CD 幻想水滸傳II（ムクムク）
- 搖擺吧！少女（みりき）
- 瑞穗老師的蜂蜜色授課 廣播劇專輯 Vol.1 - 4（麻理惠）
  - 和瑞穗老師一起的蜂蜜色邂逅 廣播劇專輯1 - 3時間目（麻理惠）
  - 星空的邂逅2外傳廣播劇Another Story Vol.1 拜託了☆朋友（麻理惠）
- 守護月天！再逢 Drama CD 1－3（長沙）
- 水玉Panic。 -This is MIZUTAMASHIRO!!-（チビリ）
- 蜜月的野獸（珠麗）
- Milky Season（宇佐美結音）
- 小蜜瓜廣播劇CD〜小蜜瓜奮鬥記〜 vol.1－2（檸檬）
- 龍的溫柔殺伐 外傳2（セファイド〈小孩〉）
- 果然劇場不連續三姐妹物語（朋子）
  - 果然劇場連續魔女之子三姐妹物語（朋子）
- 萊姆色戰奇譚 SP1－2（蒼糸）
  - 萊姆色戰奇譚X〜請教我戀愛。〜原創廣播劇 式神溫泉みつご之湯（蒼糸）
- 落花流水（霜月真冬[28]）
  - 落花流水 綜藝節目CD（霜月真冬）
- Rune Princess 印象曲 Vol.1（アナスターシャ・チリエスカヤ）
- Rozen Maiden（雛苺）
- 轟炸超人「第53話 回歸的轟炸超人」（シロボン）

### 旁白
2001年
- SmaSTATION!!（2001年10月13日－2017年9月23日，朝日電視台）擔任「廣告5秒前」旁白

2008年
- （2008年4月－2009年4月，東海電視台）

2009年
- SmaSTATION!!Presents SMAP☆會加油!!（2009年1月31日，朝日電視台）
  - 擔任「VTR5秒前」旁白
- Anitere Anison Plus（2009年9月14日，東京電視台）

2012年
- 大!天才兒童MAX（2012年9月27日，NHK E頻道）來賓（咬屁屁蟲18世）
- 咬屁屁蟲Kids（2012年10月7日－，NHK BS Premium）主持（咬屁屁蟲18世）
- Anison Plus（2012年12月17日，東京電視台、琵琶湖放送、テレビドガッチ）

2013年
- SMAP☆會加油!!2013（2013年4月14日，朝日電視台）擔任「VTR5秒前」等旁白

2014年
- 崎山小屋（2014年10月10日－，朝日朝日放送）

2015年
- 週日大綜藝（2015年7月12日、11月15日、東京電視台）

2017年
- （2017年12月23日，日本電視台）

### 電視節目
2002年
- 金田朋子的漫畫大師 朋頻道（itv24）固定演出

2003年
- 明天是明天的朋頻道（2003年1月18日－2006年2月27日、itv24）固定演出

2004年
- 金田朋子的迷你迷你Micro校內放送（2004年3月29日－，Mobile文化放送）固定演出
- starchat.tv（2004年4月14日 - 2008年9月23日、TOUCHPLANNING）一年約演出10次
- 金田朋子做得到〜生!（2004年4月－2012年12月、聲優大獎賽Mobile→聲優大獎賽V）固定演出
- 金田朋子的迷你迷你Micro長出了毛？！（2004年6月－2008年1月，AT-X）固定演出

2006年
- 魔法美少女廣播（AT-X）主持（全5回）

2008年
- 金田朋子、保村真的空氣廣播長出了毛？！（2008年1月－2011年7月26日，AT-X）固定演出
- 來聊天吧金曜日（→第6放送）Bamboo頻道（2008年3月－2011年3月，K'z Station）固定演出
- 金田朋子的日本語Ok（2008年6月－2009年3月，Net Star網路節目）固定演出
- Fami通TV（2008年7月－2010年9月、MOVIE GATE※）固定演出

2009年
- SAVE THE FUTURE 川之光Making（2009年6月20日、NHK）奇奇

2011年
- 來聊天吧增刊號（2011年5月－2012年5月左右，K'z Station）主持
- 金田朋子、保村真的空氣廣播ON TV! （2011年8月－2016年7月、AT-X）MC
- 金朋計程車（2011年10月－2012年3月、Ent!371、Pigoo HD）MC

2012年
- 金朋聲優實驗室（2012年4月－2015年3月、偶像專門頻道Pigoo）主持
- 有錢能使金朋推磨！（2012年4月 - 2013年3月、Pigoo HD）主持

2013年
- 週刊Rino Bank（2013年5月31日 - 2014年1月24日，Rino Bank）金田編輯長

2015年
- 早安攝影棚（2015年12月4日、7－11日，東京電視台）金朋博士

2016年
- 金田朋子、野島裕史的同年開始了。（2016年7月26日 - 2018年4月3日，AT-X）固定演出

2018年
- NHK短歌 題「薄」 選者：真中朋久（NHK教育頻道，2018年11月11日）來賓[29]
- 與聲優夜遊（2019年4月9日－，AbemaTV）※週二主持人

## 其它
- 為Playstation Portable（PSP）上的MAPLUS：攜帶衛星導航3（日语：MAPLUS ポータブルナビ3）及MAPLUS+聲優導航 （页面存档备份，存于）汽車導航軟件配音[30]
- 小崇與小敏的大鼓道路綜藝!?（日语：タカアンドトシの道路バラエティ!? バスドラ）（朝日電視台，2015年5月26日）-『同CAR（第2彈）』，與難波圭一、神谷明、堀川亮共同出演

## 小道消息
2007年遊戲「Myself; Yourself」製作時把CV的聲音轉入PS2格式時，獨獨只有金田朋子的聲音檔發出「プチッ」雜音。調查時發現原本的聲音檔並沒有，而且轉換後其他人的聲音檔也沒有，原因可能是轉換軟件的錯誤、元檔案格式錯誤。其實人類的耳朵有可聽範圍，最高是20kHz。更高頻率的聲音除了有特殊耳朵的人之外是聽不到的，轉換軟件會將其認定為「プチッ」的雜音。網上有人因而戲言該次異常事件說明金田的聲音已超出人類可接受的範圍。

## 外部連結
- 金田 朋子｜ACROSS ENTERTAINMENT
- （日語）（2008年11月1日～）－金田朋子官方個人部落格。
  -  （日語）（2007年2月20日停止更新）－（舊）金田朋子官方個人部落格。
- 金田朋子的Instagram帳戶（日語）